# Долабендзь
Долабендзь (пол. Dołabędź) — польский дворянский герб.

## Описание
В красном поле, на мураве лебедь, вправо, с венком во рту; над лебедем в правом углу золотая пчела, а в левом золотой же ключ зубцом вверх и влево. В навершии шлема подобный лебедь как в щите. Намет красный с золотым подбоем. 

## Герб используют
Герб вместе с потомственным дворянством Всемилостивейше пожалован Статс-Референдарию, Директору Польского Банка Павлу Осипову сыну Глушинскому, по силе статьи 4 и статьи 16-й пункта 3 Положения о Дворянстве 1836 года, Грамотою ГОСУДАРЯ ИМПЕРАТОРА И ЦАРЯ НИКОЛАЯ I, в 12 (24) день мая 1842 года.
- Глушинский, Иосиф Павлович (1834—1898) — российский инженер путей сообщения.